# Тонсина (Аљаска)
Тонсина (енгл. Tonsina) насељено је место без административног статуса у америчкој савезној држави Аљаска.

## Демографија
По попису из 2010. године број становника је 78, што је 14 (-15,2%) становника мање него 2000. године.
| Група             | 2000.      | 2010.      |
| Белци             | 78 (84,8%) | 68 (87,2%) |
| Афроамериканци    | 2 (2,2%)   | 0 (0,0%)   |
| Азијати           | 3 (3,3%)   | 0 (0,0%)   |
| Хиспаноамериканци | 0 (0,0%)   | 0 (0,0%)   |
| Укупно            | 92         | 78         |